# セル (ドラゴンボール)
セルは、鳥山明の漫画『ドラゴンボール』およびアニメ『ドラゴンボールZ』『ドラゴンボールGT』『ドラゴンボール改』に登場する架空のキャラクター。

## 概要
ドクター・ゲロのコンピュータが造り出したバイオテクノロジーによる人造人間。ドクター・ゲロは戦闘の達人たちの細胞を集めて合成させた人造人間の研究を始めたが、時間が掛かりすぎるため、直接の製造を断念。その後は、コンピュータが作業をそのまま休むことなく継続したことにより完成した。蜂のように小さい虫型のスパイロボットがコンピュータにデータを送るついでに戦闘の達人たちの細胞を集めており、孫悟空、ベジータ、ピッコロ、フリーザ、コルド大王と、数種の生物の細胞を組み合わせて造り出された。アニメでは天津飯、クリリンの細胞も採取していた。種族としての分類は地球人。
悟空、ベジータ、ピッコロの細胞は、サイヤ人の地球襲来時にドクター・ゲロの虫型スパイロボットが採取。フリーザとコルド大王の細胞は、2人が地球に襲来した時に同様に採取。彼らの細胞が組み込まれているため、その能力・技を使うことができる。フリーザ親子を除き、悟空たちがナメック星に行く前までのデータしかないため、それ以降に悟空たちが習得した技などは使えなかったが、完全体になった後で悟空の瞬間移動は会得した。
虫をモチーフにしてデザインされ、卵から生まれて脱皮・成長する部分も虫がモデルになっている。名前の由来は細胞を意味する英語「cell」。鳥山は、どんどん人間を吸収して変化していくという意味合いで付けたと語る。

## 性格
自信家かつ気分屋。好戦的で強い相手との戦闘を娯楽のように好む。天下一武道会をモチーフとしたセルゲームを開催した際にセルは「一番の楽しみ」として、悟空との戦いを最後に取っておきたかったと語り、長らく楽しみにしていた。戦闘においては相手の戦闘スタイルを冷静に分析し、すぐに自身の戦闘スタイルに反映させることができる驚異的な格闘センスを備えている。完全体になることを目標としており、完全体となってセルゲームの開催を決めた際には、その目的をトランクスから聞かれ、自分の強さの確認と力をさらに引き出すための練習の場として主催し、世界を恐怖に陥れ、恐怖におびえて引きつった人間たちの顔を見て楽しむことであると語っている。弱者を躊躇なく殺害する冷酷さを持っているが、「征服」に関しては「俗なもの」と認識しているため、興味はない。
普段は冷酷ながらも紳士然としており、特に自分が優位で相手が絶望的な状況の場合は不気味な微笑みを絶やさずに常に冷静でいる。その一方で、自分の実力が相手に通用しない、あるいは自身が追い詰められる状況に見舞われると途端に冷静さを失い、我を忘れて激昂し、星ごと消滅させることも辞さない粗暴な気質も持ち合わせている。超サイヤ人2に覚醒した孫悟飯に追い詰められた際は、激昂のあまりかつてトランクスが行い、自分がその弱点を指摘し一蹴した変身を自らが行った。基本的にはシリアスな性格だが、ベジータのファイナルフラッシュで右半身が吹き飛んだ際に、苦しみ悔しがる演技をした後「なんちゃって」と再生を見せつけたり、ミスター・サタンの瓦割り自慢に呆れの冷や汗を垂らし「ホンモノのバカだ」と心の中で呆れながら呟くといった、ユーモラスな表情も見せた。テレビ局や天下一武道会についての知識も持っている。
創造主であるドクター・ゲロを呼び捨てにしているが、アニメ版では現代・未来の両世界でトランクスと対峙した際に「ドクター・ゲロ様」と敬称で呼んだこともあった。
セルの基本設計は人造人間19号の成功に気を良くしたドクター・ゲロが究極の人造人間として考えたもので、オリジナルの性格のもろい部分をコンピュータが再設計し、様々なキャラクターの性格をプラスして完璧な兵器として完成したという裏設定がある。また、恐怖で世界を支配しようとしていたピッコロ大魔王と似た行動をセルが取ったのも、ピッコロの細胞の影響かもしれないという記述もある。

## 外観・性質
昆虫の外骨格のような人型。全身には無数の黒い斑点がある。背中から生えた尻尾の先端の針を、生物の身体に突き刺すことで生体エキスを吸収し、さらに尻尾の先を漏斗状に大きく拡げて人造人間17号と18号を丸呑み吸収することで完全体になる。非生物には通じず、完全なロボットである人造人間16号は吸収できなかった。また、尻尾は巻き付ける攻撃手段としても用いられ、アニメ『Z』では、タイムスリップを行った未来世界でトランクスを絞殺する際にも用いられたことが描かれている。自身を卵の状態まで退化させることも可能だが、それを行った場合、再び熟成するのに地中で3年かかり、孵化してから地上で成長・脱皮するまで1年、計4年かかる。
現代における当初の実力では、17号、18号や神と融合したピッコロには敵わず、パワーアップするために数え切れないほどの人間のエキスを吸収して、16号と互角の実力を得た。17号を吸収すると16号をもはるかに上回る力を発揮したが、精神と時の部屋で修行したベジータには敵わなかった。その後、18号を吸収して完全体に進化したことで、ベジータを圧倒的な実力でねじ伏せた。完全体になり、外部から他者を吸収する必要がなくなった後は尻尾も短くなったが、吸収口だった部分から「セルジュニア」を生み出した。
体力までは完全回復しないもののピッコロ（ナメック星人）の細胞を含むため再生能力を有している。頭部の核が残っていれば何度でも再生が可能だが、悟空のかめはめ波で腰から上までが吹き飛んでも再生していた。当初はピッコロの腕の再生を見るまで認識しておらず、使っていなかった。サイヤ人である悟空とベジータの細胞も含むため、瀕死状態から復活すると大幅にパワーアップする。アニメではフリーザ親子の細胞により宇宙空間でも行動している。

## ストーリーへの絡み

### 初登場–17号吸収まで
悟空が心臓病で死んだ後の未来世界で生まれており、その未来世界は現在に現れたトランクスの未来とも異なる次元の未来となっている。初登場時セルはピッコロに「24年後に完成した」と語っており、『ドラゴンボール大全集』ではエイジ762にセルの研究開発が始まり、エイジ786に誕生したとされる。ゲロが遺したコンピュータの分析によれば、17号と18号を吸収して完全体になればこの世に並ぶ者のない究極の存在になれると知り、完全体になるために行動を開始したが、すでに2人は何らかの方法を使ったトランクスに倒された後だった。『大全集』では、トランクスの実力ではなく緊急停止コントローラーによって破壊されたと書かれている。また、本編でもセルが緊急停止コントローラーの存在を気にかける台詞がある。
そこでセルはトランクスを殺害し、タイムマシンを強奪。タイムマシンの時代設定であるエイジ763に向かった。セルの体格にはタイムマシンが小さすぎて乗れなかったため、卵の状態に自分を退化させることで乗り込むことができたが、そのために元の成体に戻るのに4年の年月を費やした。なお、原作ではタイムマシン強奪からエイジ763到着時の出来事はセルの説明のみで語られたが、アニメ版では詳細が描かれた。
成体になった後、タイムマシン近くのジンジャータウンに赴き、住人たちを吸収し戦闘力を上げていく。神様が宮殿からその光景を目の当たりにしたことでセルの存在が露見し、事態を察して駆け付けたピッコロと交戦。ピッコロの左腕から生体エキスを吸収したことで優位に立つが、弱ったふりをしたピッコロの演技に引っ掛かり、気をよくしたことで自分のことや完全体について語り聞かせる。トランクスと共に駆けつけたクリリンの口から悟空の生存も知った後、太陽拳を使い逃亡に成功する。
使用された細胞から完全体になってしまえば、宇宙の星々にとって脅威になってしまう事実から、ピッコロたちは悟空たちの修行と同時進行で17号と18号を撃破するか、または力が弱い内にセルを倒すという二択をとっていたが、セルがピッコロの手にも負えなくなったことで、セルの完全体化への阻止を最優先し、なし崩し的に17号と18号を守る方法も視野に入れることになった。
以降はピッコロたちとの戦いを避けながら、人間の生体エキスを吸収していった。アニメ版ではある街を襲い、飛行場で姉弟を襲おうとした際に通りかかったクリリンと交戦。姉弟が動かした飛行機が飛び発つタイミングで太陽拳を使われ、虚を突かれてクリリンと姉弟に逃げられそうになったがすぐさま追いついてクリリンを追い詰めていく。しかしピッコロと天津飯が駆け付けたことで撤退を余儀なくされた。
17号と18号を上回る強さを得たセルは、ピッコロと17号の戦いの場に現れ、ピッコロに勝利。最初に17号を吸収しようとするが、そこに16号が割って入り、戦うことになる。16号との戦いは拮抗していたが、油断していた17号を背後から吸収して第2形態へと進化を遂げる。

### 完全体への進化
17号を吸収し、互角に戦っていた16号の攻撃が全く通用しないほどの強さを身に付ける。気功波の一撃で16号を吹き飛ばし、さらに自殺を試みる18号を吸収した17号の声を利用し、17号の振りをして説得するが、彼女たちが恨んでいたドクター・ゲロを「様」付けで呼んだことが原因で見破られ失敗する。18号を無理矢理に吸収しようとするが、天津飯の新気功砲により接近を阻まれたことで、18号と16号に逃亡される。新気功砲の連発で力を失った天津飯と、駆けつけた悟空を殺そうとするが瞬間移動で逃げられ失敗に終わる。逃亡した18号を探して吸収すべく、一帯の小さな島を次々と破壊していたところにベジータとトランクスが現れベジータと戦う。精神と時の部屋で修行を積んだベジータに一方的に叩き伏せられる。アニメ版では起死回生の一手としてベジータを吸収しようとしたが失敗に終わっている。しかし「強者と戦いたい」というベジータのサイヤ人気質を利用し、18号を吸収して完全体となることに成功。怒ったクリリンの蹴りにビクともせず、逆にその首を蹴り折る。アニメでは、フリーザの尻尾を切った気円斬でさえも通用せず、クリリンを絶望させた。
完全体となった後はベジータを一切寄せ付けない強さで倒す。続いて父のベジータを超えたと豪語し、はちきれんばかりに筋肉を膨張させたトランクスと戦うが、その攻撃をことごとくかわす。筋肉が膨れ上がりすぎたためにスピードが落ちて攻撃が当たらないことと、ベジータもそこまでの変身はできたはずだが、こうなることがわかっていたからやらなかったことを告げる。慢心を看過され戦意喪失したトランクスに、ベジータや彼が短期間で大幅な強化を果たした理由や時間があれば更なる強化も可能なのかを質問し、さらに悟空の所在を問う。そしてトランクスの返答に満足し、天下一武道会をモチーフにした「セルゲーム」を10日後に開催することを決め、自身の目的が「人々の恐怖した顔を見る」ことだと告げ、その場から飛び去る。
テレビ局に現れ、虐殺を行いながら自身の姿をテレビ中継させ、セルゲームの開催を宣言。アニメでは、受付嬢に紳士的に接したり、床をぶち抜いて各テレビ番組に乱入していた。出場者を募ると自身の作った武舞台で10日間が過ぎるのを待つ。その最中に国王が軍隊を出動させ、無数の砲撃を撃ち込まれるが全く効かず、逆に軍隊を殲滅させる。また、悟空が瞬間移動で武舞台に現れ、セルと少しだけ会話をしている。

### セルゲーム
セルゲームの当日、ミスター・サタンを全く相手にせずあっさりと一蹴し、まずは悟空との戦いに挑むことになる。悟空との一騎討ちは序盤からすさまじい激闘となり、自分が会場に作ったリングを「場外負けで終わらせるのは惜しい」と自分で破壊するほどであった。だが、途中で悟空は「まいった」と言い放ち、降参することを宣言して息子の悟飯を指名し、悟飯とセルを戦わせる。アニメ版では原作にはない戦闘シーンが大幅に追加されており、セルが地球の戦士たちの技を使っている。
本気を出そうとせず自分との戦いを拒む悟飯に対し、その力を引き出すためにセルジュニアを生み出し、観戦していた戦士たちをいたぶり始める。その非道な振る舞いは悟飯を少しずつ怒らせていく。16号は不意を突いてセルに密着し、そのまま自爆しようとしてセルを動揺させたが、カプセルコーポレーションで修理を受けた際に爆弾を抜き取られていたため失敗に終わる。無防備になった16号の身体を破壊し、首だけになった16号の頭を踏み潰して破壊したことで、悟飯を超サイヤ人2に覚醒させる。セルジュニアを一蹴され、悟飯に挑みかかるが攻撃はことごとく通用せず、わずか2発の攻撃で逆に大ダメージを負う。
悟飯の真の強さを目の当たりにして驚愕するとともに、自分と悟飯との間に大きな実力差があることを悟る。逆転を狙って避ければ地球が吹き飛ぶ位置から放ったかめはめ波も、逆にさらに強烈なかめはめ波で完全に押し返されてさらにダメージを負う。その一撃で逆上し半ば錯乱状態となり、自分がトランクスに指摘したことも忘れて筋肉を膨張させ、力任せに悟飯を攻撃し始める。そして、悟飯の蹴りを頭に食らい体に変調をきたし、18号を吐き出す。それに伴い、体も第2形態に戻る。
窮地に陥り自らの体を風船のように大きく膨らませて地球もろとも自爆しようとするが、自爆寸前に悟空の機転で界王星に瞬間移動させられ、悟空や界王 、バブルス（アニメではグレゴリーも）とともに果てる。

### 最期
しかし、奇跡的に核が残っていたために復活。このことはセル自身も「うれしい誤算」と語っている。さらにサイヤ人の特性により戦闘力が大幅に増幅し、18号なしでも完全体として再生したことに加え、瞬間移動までも会得した。
復活直後にトランクスの体を貫いて殺害し、これに激昂して特攻を仕掛けたベジータを一撃で弾き飛ばして気功波で追撃し、彼をかばった悟飯は左腕を負傷。悟飯たちを地球ごと消滅させようと、力を凝縮させ太陽系を破壊するほどの強力なかめはめ波を放つ。右手だけでかめはめ波を放つ悟飯と壮絶なかめはめ波の撃ち合いを展開。最初は押していたが、ベジータに横から気功波を打ち込まれて注意を逸らし、直後にあの世からの悟空の一喝を受けて力を一気に爆発させた悟飯の攻撃によって体と核も砕かれ、完全に消滅する。

### それ以外の歴史におけるセル
本編の歴史にやってきたトランクスの歴史で誕生したセルは、別の歴史のセル同様に過去の世界に移動するためタイムマシンを奪おうとトランクスの前に現れたが、大幅なパワーアップを遂げたトランクスには手も足も出ず、完全に消滅させられた。アニメでは戦う前に、17号と18号を殺したことをトランクスから告げられ、この時代で完全体になれなくなったことに怒りを見せていた。
本編の歴史では、ドクター・ゲロの研究室にて成長中だったセルを、クリリンとトランクスが設備もろとも完全に破壊したため、時間が経過してもセルが誕生することはなくなっている。

### 死後（アニメのみ）
セルゲーム後のあの世一武道会編では閻魔大王から地獄行きの判決を下され、驚いた様子のまま床から地獄へ落とされた。地獄においてはコルド大王とフリーザ、ギニュー特戦隊と共に地獄で暴れ、征服を行う。この際、地獄の鬼に対し、力ずくで｢ボス｣と認めさせようとし自身を様付けで呼ばせようとするなどの行動も見せている。悟空を倒そうと襲いかかるが、その隙を突かれてパイクーハンにわずか2発であっさりと倒される。その後、フリーザ一味と共に投獄された。
魔人ブウ編では、地獄から界王神界での悟空たちとブウの戦いを、フリーザ軍やドクター・ゲロたちとともに観戦する。フリーザとは対照的にブウの戦い振りに感心していた。

### ドラゴンボールGT
あの世の地獄とこの世が混ざった際、他の悪人たちとは異なりこの世に行くことはなく、地獄では『ドラゴンボールZ』で共に悪の強敵だったフリーザと共に現れ、悟空を襲撃する。
フリーザと同様に生前よりパワーアップを果たしたと語っており、2人同時で悟空に戦いを挑むが、すでに悟空の敵ではなく、超サイヤ人に変身することもなく、子供の姿のままで完全に遊ばれる。これに対してセルは尻尾で悟空を吸収しようとするが、すぐに脱出される。その後、フリーザとの合体技「ヘルズバスター」で悟空を地獄の底に叩き落とし、吹雪を噴射する装置を用いて氷漬けにしようと目論むが、死んでいる者ではないと効かないため生きている者は氷漬けにできず、逆に装置を利用されて自分たちが氷漬けにされバラバラに砕かれて敗れた。悟空からは「死んでも悪さするなんて本当に悪い奴ら」とある種の感心を示された。敗北後はフリーザと縛りつけられた状態で牢屋に入れられ、鬼たちに運ばれて行った。
なお、ドクター・ゲロからは「本来17号はセルを上回る凄まじいパワーを持っていた」と語られていた。2代目エンディングにも一瞬だけ登場。

## 形態
セルには主に3つの形態があり、形態変化して完全体へ進化する。一人称は「わたし」もしくは「オレ」。
幼体
卵から抜け出て脱皮するまでの形態。原作第362話の扉絵で真横から見た全身像が描かれ、抜け殻はセルが乗ってきたタイムマシンの近くに放置されていた。
第1形態
背中に羽根の生えた痩躯の身体、長い尻尾、3本指の手足など人間とは掛け離れた姿。その容姿から、17号からは「醜い妖怪野郎」と評されている。原作では3本指だったが、アニメでは5本指に変更されている。また、アニメではこの状態で飛ぶ時には独特の羽音がし、生体エキスを大量吸収した時に気を解放すると、オーラが超サイヤ人同様の金色となり、吸収した人たちの亡霊も漂わせていた。
完全体のセルが悟飯に倒された後日談を描いたエピローグでは、トランクスのいた未来でもこの形態で登場し、トランクスを殺してタイムマシンを奪い過去の時間へと向かおうとしていたが、すでにその計画を知っていたトランクスによって阻止される。
第2形態
人造人間17号を吸収して進化した形態。体格が大柄でがっしりとしたものになり、戦闘能力が格段に上がった。体型はより人間に近いものになり、第1形態では3本だった指が5本になって足は指がなくなり靴のような形態となる。顔つきもより人間に近くなり、扉ページでは自ら「完全体になるのはいいが、この甘いマスクまで変わってしまったらちょっとやだな」と語っている。この形態だけ背中に羽が生えていない。荒っぽい面を見せ、空中から大声を張り上げ18号を呼び出そうとしたり、第1形態の時のように生体エキスに固執せず人間ごと島を破壊したりした。
第1形態時に互角の戦いをしていた人造人間16号を寄せ付けないパワーを得たが、精神と時の部屋で修行した超ベジータには歯が立たなかった。アニメでは、パワーアップした悟飯の猛攻を受け完全体が崩壊した後しばらくこの形態で戦った。完全体となったセルが悟飯の一撃で18号を吐き出した時にはこの形態に戻っており、その後自爆を試みる。
完全体
人造人間17号と18号を吸収した形態。全形態の中で最も人間に近い姿で、端整な顔立ちとなり、尻尾は短く退化している。先端部は背中に残り、『GT』では尻尾を伸ばして悟空を飲み込んだ。態度や言葉遣いは最も落ち着いており、冷静で悠然としている。
ベジータやトランクスを圧倒し、悟空をも凌駕する戦闘力を得たが、超サイヤ人2に覚醒した悟飯には圧倒された。
完全体（パワー重視） / ちくしょおぉ！状態
筋肉が大きく膨れ上がり、パワーだけをさらに強化した姿で、あまりにも膨れ上がった筋肉のせいでスピードが犠牲になり、エネルギー消費も激しいという戦闘時に致命的な欠点がある。超サイヤ人第3段階に変身したトランクスへ弱点を指摘するため変身したが、セルゲームでは超サイヤ人2の悟飯に圧倒されたことで逆上し、我を忘れてこの形態になった。アニメコミックの特集には「セルも同様の変身が可能!?」という題名で「このパワーアップ変身が可能」と記載されており、セルの変身が超サイヤ人第3段階に相当することが示唆されている。
超完全体 / パーフェクトセル / 完全体フルパワー
自爆したセルが、ナメック星人の細胞により残った核から再生・復活した姿。死の淵から甦ると急激なパワーアップを遂げるサイヤ人の細胞により格段にレベルアップした形態。外見は完全体と変わらないが、人造人間18号を欠いた状態で完全体となれ、しかもさらにパワーアップしており、気の解放時は火花を帯びたオーラを纏っている。悟空の瞬間移動も会得しており、悟空に移動させられたあの世の界王星のあった空間から、再び悟飯たちの前に自力で瞬間移動して現れる。
悟飯とかめはめ波の撃ち合いを繰り広げて圧倒するが、ベジータのエネルギー弾の直撃に気をとられた隙に、力を爆発させた悟飯によって完全に消滅させられて死亡した。

## セルマックス
2022年公開の劇場版『ドラゴンボール超 スーパーヒーロー』に登場。
ドクター・ゲロの孫であるDr.ヘドがオリジナルのデータを基に開発した別個体のセル。
ガンマ1号・2号の完成後も未完成の状態のままで、地下の巨大な装置の中で調整が施されていた。
かつてのセルをはるかに凌ぐ強さで、鳥山明によると完成していればブロリーですら勝てない超人となるはずだったが、劇中では完成する前に起動した。
オリジナルとの差異
セルマックスはオリジナルにおける第2形態とほぼ同じ風貌をしているが、以下のようにいくつか相違点がある。
- 脳のコントロールが未完全のため、知性、理性が備わっていない[注 19]。
- 身体が人間の数十倍ほどの巨体[18][注 20]。
- 顔は第二形態のものだが、第一形態や完全体に存在する羽根がある。
- 全身が赤色を基調とした禍々しいカラーリング。
- 尻尾が管状ではなく鉄球のような形をした球状。
- かめはめ波など悟空たち戦士の技を使用しない。また、ピッコロのような自己再生能力も備わっていない。
- 弱点である頭の核[注 21]を破壊されると周囲を巻き込む大爆発[注 22]を起こす。

作中での活躍
製作者のヘドはマゼンタが考案したセルマックスの計画に乗り気ではなく、当初はガンマ1号・2号を量産し世界を制圧した後で完全に完成したセルマックスを起動させ軍の力を見せつける抑止力的存在として使うことを提案し、マゼンタもそれを承認した。
しかし、ガンマ1号・2号が劣勢になった上、停戦したことに失望したマゼンタが脳のコントロールが未完全な状態なのにもかかわらず無理矢理起動させる。起動後は見境なく大暴れを始め、製作者のヘドすらも危険に陥らせ、それに激昂した1号・2号、悟飯、ピッコロたちと戦いを始める。
当初は押されることなく多勢を相手にしても全く意にも介さなかったが、フュージョンに失敗したゴテンクスの思いがけない活躍により弱点の核にダメージを負い、さらに2号の命懸けの特攻で左腕を欠損。弱体化はしたもののまだ撃破には至らず、それを見かねたピッコロが悟飯に全力の一撃でとどめを刺すように呼びかけ、気を溜めている間の時間稼ぎとして再び交戦。しかしピッコロ以外の戦士全てを戦闘不能に追い込む。
最後まで一人で抵抗したピッコロも体力を消耗し切り限界を超えていたため、優勢な状況のまま撃破する。とどめを刺そうとした時、悟飯が新たな姿「孫悟飯ビースト」に覚醒。覚醒した悟飯には手も足も出ず、超巨大なエネルギー弾を生成し対抗しようとする。その時、ピッコロが再び立ち上がり悟飯に呼びかけ、それに応じ気を溜め始める悟飯に危機感を覚え逃げようとするものの、ピッコロにより拘束される。気を溜め切った悟飯が放った魔貫光殺砲に対しエネルギー弾を放出するが、エネルギー弾は魔貫光殺砲に破られ、そのまま核も破壊された。最期は大爆発を起こしレッドリボン軍の基地もろとも消滅した。
戦闘後は悟飯に「父さんとベジータさんの2人がいても勝てていたか分からない」と評されている。

## 技
細胞を採取した戦闘の達人たちの技を使う。原作で名前が付いている技はかめはめ波、太陽拳、瞬間移動のみ。
かめはめ波 / 超かめはめ波 / 超級かめはめ波 / 太陽系破壊かめはめ波 / パーフェクトかめはめ波
ピッコロとの闘いやセルゲームにて使用。超完全体の状態で本気になれば太陽系を破壊するほどの威力を秘め、セルゲーム終盤では悟飯と壮絶な撃ち合いを見せた。ゲームでの解説などでは、「細胞採取者の悟空が使うかめはめ波を上回る威力」という意味の記述もある。
太陽拳
体を発光させて相手の目をくらませる。ピッコロたちから逃走する際にこの技を発動して逃れている。また18号を吸収する際にも使用している。
吸収 / ドレインライフセル / 生気吸収
前述の生体エキス吸収の名称。ゲームでは原作で多用した第1形態の主力技としていることが多く、体力を回復できるメリットとして再現されている。第2形態で使えるゲームもある。『超ドラゴンボールZ』のみ完全体の状態で使用している。
じゃあな! / 絶命弾
第1形態時にピッコロを倒した連続攻撃。強力なパンチで首をへし折り、掴み起こしてとどめのエネルギー波を放つ。一部のゲーム作品ではパンチはせず掴んでエネルギー波を放つのみ。
ビッグバンクラッシュ
第2形態時に18号を探す時に島をいくつも消し飛ばした光弾。『レイジングブラスト』では連続で放つスーパービッグバンクラッシュも存在する。また16号に対しても同様の構えから至近距離で放ち、右側頭部を破壊した。
衝撃斬 / サイコキネシスクラッシュ
実戦では使用されず、セルゲームの武舞台を製造するために使われた技。手や指の動きに合わせて鋭利な衝撃波を飛ばし、対象物を切断する。この過程の途中に念動力で岩盤を持ち上げている。
指先からの連続気功波 / エネルギーショット / 指ビーム / デスビーム（連続デスビーム / フルパワーデスビーム） / ヘルニードル / ジャッジメント
名前はゲームより。悟飯との闘いにて使用。また、復活した際にこの技でトランクスを殺害している。完全体や超完全体で使用しており、第1形態・第2形態でこの技を使えるゲームは『伝説の超戦士たち』のみ。
バリヤー / セルバリア / 衝撃波 / エネルギーフィールド / 特大バリヤー / パーフェクトバリヤー
悟空の連続気功弾を防ぐために発動した。使わせた悟空に「評価に値する」と述べている。発生するバリヤー自体が巨大なため、ゲームでは攻防一体の技としてしばしば用いられる。
瞬間移動
悟空から学習。この技により、界王星から再び地球の悟飯たちの前に現れた。
デスストーム / パーフェクトコンビネーション
ベジータに使った体術による連続攻撃。乱打で空中に飛ばした直後、強烈な肘打ちで相手を叩き落す。
気合い砲 / ソリッドハンマー / さあ怒れ!
悟飯に使った連続攻撃。連続攻撃を繰り出し、気合いで相手を吹き飛ばす。
ヘッドアタック / ダッシュヘッド
悟空に使った浮遊しながら突進して放つ頭突き攻撃。
さば折り
悟飯に使った締め技。
パワーブレイク
パワー重視の変身をしてから放つパンチ。威力は大きいが動きが鈍くなったため、悟飯には回避された。
自爆 / ゆるさなぁーい!
18号を吐き出して第2形態に戻ったセルの自爆攻撃。膨張開始から約1分で自爆するが、少しでも刺激を与えるとその時点で自爆する。
指先からの気功波 / アルティメットウェーブ /消えてろ / パーフェクトショット
指先に気を溜めて放つ光線。セルゲーム終盤でベジータに放ち、身代わりとなった悟飯の左腕を負傷させた。
パニッシュメントストーム / オールクリア
自身を倒しに来た王立防衛軍を全滅させるために使用。左手を大きく横に払うと同時に衝撃波を放ち、広い範囲を破壊する。

### アニメで使用
魔貫光殺砲
『Z』第142話他と『改』第69話他で使用。第142話においては、かめはめ波より先に使用し、ピッコロを驚かせた。『Z』『改』で技名は叫んでいないが、『GT』第43話では「魔貫光殺砲」と技名を叫んでいる。また『GT』では額に指を当てて気を溜める動作もなく速射していた。
ギャリック砲
『Z』第157話と『改』第78話で使用。超ベジータには通用せず、岩場で発射した反動で岩場が砕けて自身が下敷きになった。『Z』ではトランクスはこの技を知っていた。
四身の拳
『Z』第178話と『改』第88話の、悟空との戦いで使用。セルのものは天津飯のものとは異なり、4人に分離するために力が4分の1になるという欠点が改良されている。しかし、4人がバラバラに動いたタイミングを悟空に狙われて、1人ずつ地面に叩きつけられ元に戻った。
気円斬
『Z』で技名は叫ばなかったが、『改』第88話では「気円斬」と技名を叫んだ。ヤムチャの繰気弾同様、手を動かすことで自由に遠隔操作ができる追跡型の技。『Z』第178話では界王が「あれは気円斬でも繰気弾でもない。あれは、あのフリーザがナメック星で使った最後の技じゃ」と語っており、セルも「フリーザの細胞が（悟空の作戦を）教えてくれるぞ」と発言している。『Z』第178話他、『改』第88話他、鳥山明展用に製作されたCG『ハイパーアニメDRAGON BALL』で使用。悟空には2発放ったが避けられ、悟飯には受け止められた。
ヘルズバスター
地獄でフリーザとともにあみ出した合体技。『GT』第43話で使用。相手を捕縛して大地獄に突き落とす。大地獄での苦行の様子から、どちらかというとギャグ要素が強い技。
上記の技以外にも、正式名称は不明だが、『Z』第143話でピッコロから生体エキスを吸収している最中に割り込んできた軍隊を一蹴するために目から光線を発射している。

### 未使用
元気玉
原作では「その気になれば、たぶんできるだろう」と発言しているが、使用する機会はなかった。一部のゲームでは実装されており、作品によっては悟空の元気玉と比べて緑がかった禍々しい色をしている。

### 各種ゲーム
瞬間移動かめはめ波
『ドラゴンボールZ 真武道会』『ドラゴンボールZ 真武道会2』の超完全体の究極技として使用可能。『ドラゴンボールZ バーストリミット』では超完全体の必殺技として使用可能。
ビッグバンアタック
『ドラゴンボールZ Sparking!』『ドラゴンボールZ Sparking! NEO』の第2形態が使用可能。
激烈光弾
『ドラゴンボールZ 舞空烈戦』の第2形態が使用できる。
超エネルギーウェイブ
『ドラゴンボールZ Ultimate Battle 22』のパーフェクトセルの必殺技。片手から発射される太い柱の気功波。
エナジードライブ
『ドラゴンボールZ 超武闘伝』のみ登場の必殺技。後ろに引いていた片手を押し出しながら指先から魔貫光殺砲のような光線を放つ。
グラヴィティーボマー
『超武闘伝』のみ登場の必殺技。両手にためた気を合体させて球状にして投げつける。原作・アニメともに該当する技はなし。
デストロイドチェイサー
『ドラゴンボールZ 偉大なる孫悟空伝説』オリジナルの技。前方ダッシュで2撃加えた後、背後に回り打ち上げて、デスビームで撃ち落とす。

## テーマソング
挑戦状
歌：石原慎一 / 作詞：岩室先子 / 作曲：清岡千穂 / 編曲：山本健司
セルゲームを開催するセルの心境を歌った歌。歌詞の中で「俺は無敵のアンドロイド」と歌っている。
セルゲームのお知らせ
歌：大槻ケンヂ / 作詞：山田ひろし / 作曲・編曲：山本健司

## ゲームでの登場
ゲームでの初登場は『ドラゴンボールZIII 烈戦人造人間』。最終ボスとして登場するものの、当時原作ではセルが第2形態までしか登場していなかったため、ピッコロとの一騎討ちは数ターンの経過で終了し、エンディングとなる。エンディングでは不敵に笑う第2形態のカットが挿入される。同じくファミリーコンピュータソフト『ドラゴンボールZ 激闘天下一武道会』では天下一武道会終了後に隠しボスとして登場。完全体に変身してプレイヤーに挑戦する。
格闘ゲームではスーパーファミコンソフト『ドラゴンボールZ 超武闘伝』にて、第1形態が「セル」、完全体が「Pセル」名義で登場。続編の『ドラゴンボールZ 超武闘伝2』では完全体のみが登場。また同時期に発売・稼働した格闘ゲーム作品の多くでは、完全体のセルが最終ボス的存在になっている。
ゲーム『ドラゴンボールZ 舞空闘劇』では、使用されているグラフィックの関係上全て完全体の姿となっているが、17号と18号を吸収して完全体となる設定になっており、セルのIFストーリーでは世界征服に協力するよう命令したゲロ、セルゲームでの悟空親子、セルジュニアたちのエネルギーで復活したブウとバビディも倒し、地球を破壊して強者を求め宇宙へ旅立つ。
ゲーム『舞空烈戦』におけるセルのIFストーリーでは、タイムマシンで未来世界にあるゲロの研究室地下にあるセル製造装置の破壊を阻止して「この時代のわたしが死んでもわたしが消えるわけではないが、自分が殺されるのはいい気分ではない」と苦い顔で述べたり、タイムマシンで未来世界の自分自身と戦ったり、悟空に勝利して地球を破壊した後、ダーブラやバビディの魔術で一時的に復活したフリーザと戦い、そのエネルギーで復活したブウを洗脳が解けたフリーザと協力して倒し、次の強敵が現れるまで眠りについたりしている。
PlayStation 2ソフト『ドラゴンボールZ』では、18号ではなく誤ってクリリンを吸収し、セルジュニアに酷似した形態、通称「セルリン」が登場。戦闘力は大幅にダウンしている。そのストーリー中のみ、操作キャラクターとなる。これはセルゲーム開催までのセルの夢の中のアナザーストーリーである。
ゲーム『Sparking!』でのオリジナルストーリー「真・究極の人造人間編」では、Z戦士を倒した後、17号がドクター・ゲロとドクター・ミューが作り上げた新17号と合体した超17号と戦うことになる。この戦いでは、セルも超17号もお互いに罵り合う。3作目となる『Sparking! METEOR』では変身の際、フィールド上のどこかにいる17号および18号を発見した後高速で接近し、17号は背後から、18号は殴りつけて動きを止めたところを吸収する演出となっている。
オンラインゲーム『ドラゴンボールオンライン』では、ボスキャラクターとして「セルX」が登場する。見た目は上半身が完全体のセルに近い姿で、下半身が蜘蛛のような4本足になっている。それとは別に、第1形態のセルが蜘蛛のような4本足になった雑魚敵もおり、黄緑色と紫色の2種類が存在する。
アーケードゲーム『ドラゴンボールZ2 Super Battle』では、悟空でクリアすると、セルゲームで悟空に敗れて仙豆を与えられ、エンディングで描かれた7年後では、和解した孫一家、ベジータ親子、サタン親子、ピッコロ、クリリン、亀仙人、16号、17号、18号、ゲロと一緒に記念写真に写っている。
ゲーム『ドラゴンボール ゼンカイバトル』では、完全体の姿で参戦。格闘性能、必殺技共に高性能となっているが、通常攻撃を何度か空振りしたり、必殺技のパーフェクトコンビネーションを空振りすると、パワー偏重型の「ちくしょおぉ！状態」へと変貌。この状態は、単発辺りの攻撃力が上がる以外、あらゆる性能が弱体化するデメリットを持ち、第2形態の自爆に変化して攻撃する必殺技の自爆発動が使用できる。
『ドラゴンボールフュージョンズ』ではフリーザと共に時空一武道会決勝戦の相手チームとして登場。また、セルとフリーザがEXフュージョンで合体した「セルーザ」がラストバトルの相手として登場する。
ゲーム『ドラゴンボール ゼノバース』では、邪悪な気で強化された存在として一行の前に立ちふさがる。またトランクスが戻った未来世界では、未来世界の17号と18号を吸収して完全体となり、悟飯たちと別れて帰還した直後のトランクスを襲うが、事態を知り駆けつけた主人公の助力により撃破され歴史改変は阻止されている。主人公を鍛える師匠としても登場しており、自分が戦いたくなるような戦士として育てる「ゲーム」を行う。
『ドラゴンボール Sparking! ZERO』ではセルとセルマックスの掛け合いも存在するが、第1形態には「私の目指す完全体はこんなバケモノなのか!?」、第2形態には「そんなに喚き散らしてはあまいマスクが台無し」、完全体には「わたしの後継機と聞いていたがガッカリだ」と、いずれの形態でもセルマックスはセルに酷評されている。

## 補足
人造人間編のボスに位置づけられているセルだが、当初は19号、20号（ドクター・ゲロ）、次に17号、18号がボスとして設定されていた。しかしいずれも元担当編集者の鳥嶋和彦によって段階的に批判され、最終的にセルを登場させることとなった。
しかしそのセルですら予定通りとはいかず、当初は変身させる予定もなかったが担当編集者の近藤裕に「かっこ悪いですよ。もちろん変身しますよね」と、デザインの変更を指示され、仕方なく変身させたところ今度は「馬鹿みたいじゃないですか。はやく完全体にしましょう」とデザインを酷評されたため、完全体は近藤好みのかっこ良いデザインにしたという。近藤によると敵を大きくしないことが鳥嶋の担当時代からの大前提であり、敵が醜いと悟空が勝つと思われて予定調和になってしまうため、完全体だけは唯一鳥山にキャラ造形を意見したと語っている。
鳥山自身は完全体のようなデザインは好みではなく第2形態の方を気に入っており、もっと活躍させる予定だと語っていた。鳥山は「一番好きな人造人間は?」という質問にセルの第2形態と答えており、『ドラゴンボール大全集 (6)』は第2形態が表紙を飾っている。鳥山は第1形態のセルも結構気に入っているというが、後に「口が表現しにくくてやりにくかったし、あんまりかっこよくないなぁとは思ってました」と語っている。
セルの体にある無数の斑点は、「絵的に寂しい」という理由で鳥山が付けたが、毎回毎回サインペンで描くのが面倒くさかったという。これはアニメスタッフも同じで、当時はCG処理は無くセル画で製作していたため、セルが登場する全ての原画と動画に斑点を一つ一つ描かなければならず、さらに斑点に影も付けていたため、その苦労は並大抵ではなかったという。また、アニメ『Z』でセルが登場するにあたって、原作ではまだ色が不明だったために鳥山明がセル第1形態および、幼体と卵の彩色見本をアニメ用に用意した。後に鳥山はセルの配色について「自分の中で決まらないうちに出してしまった」と語っている。
セルの声を務めた若本規夫は、独特のうなり声でそれぞれの形態を演じ分けた。『Z』では落ち着いた口調だったが、『改』やゲームでは奇声をあげたり感情の激しさを強調したりと、若本の演技が取り入れられたことで、それぞれの形態の声の使い分けがより明確となっている。若本はスマートな完全体が「カッコよくて気に入っている」「気持ちよく演じられる」という。一方、第一形態は「ドロドロした声。で、戦闘シーンはドロドロした声で張らなきゃいけない。それがシンドイ」とコメントしていた。
アニメやゲームでの描写では上述のようにフリーザと共に登場することが多い。勝ち誇るフリーザに皮肉を言ったりするなど、掛け合いじみたものもある。ゲーム作品ではフリーザに操作方法を教えてもらったり、口真似をしたり、劇場版『ドラゴンボールZ 神と神』の宣伝スポットでは、自分を差し置いて映画に登場することを自慢していたフリーザに憤るが、「お前、声の出演はないらしいぞ」と指摘していた。
孫悟空役の野沢雅子は2018年のインタビューで嫌いなキャラクターとして「強いて言えばセル」と挙げており、理由は「ワガママだし、自分の生きたいように生きているから」と述べている。